# 羅薩里奧德拉弗龍特拉縣
25°47′54″S 64°58′27″W / 25.79833°S 64.97417°W

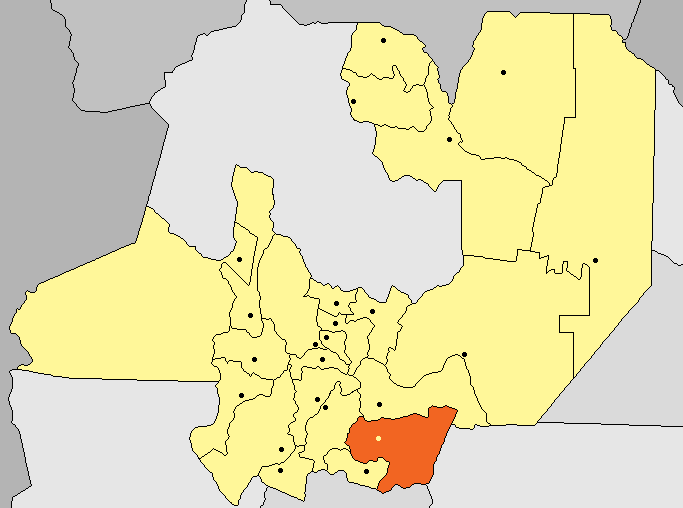

羅薩里奧德拉弗龍特拉縣（西班牙語：Departamento de Rosario de la Frontera），是阿根廷的縣份，位於該國西北部薩爾塔省，首府設於羅薩里奧德拉弗龍特拉，面積5,402平方公里，2010年人口28,993，人口密度每平方公里9.5人。